# Рут Райлі
Рут Еллен Райлі (англ. Ruth Ellen Riley; нар. 28 серпня 1979, Ренсом, штат Канзас) — американська професійна баскетболістка, яка виступала за п'ять різних команд жіночої національної баскетбольної асоціації. У 2001 році стала чемпіонкою Національної асоціації студентського спорту (NCAA) у складі «Нотр-Дам Файтінг Айріш», а також була визнана найкращою гравчинею цього баскетбольного турніру. Дворазова чемпіонка жіночої НБА у складі клубу «Детройт Шок» (2003, 2006), а також переможниця літніх Олімпійських ігор 2004 року в Афінах у складі національної збірної США. Перша володарка двох нагород найціннішій гравчині у фіналах NCAA і ЖНБА (2001 і 2003).

## Ранні роки
Рут Райлі народилася 28 серпня 1979 року в місті Ренсом (округ Несс, штат Канзас), а виросла в місті Мейсі (округ Маямі, штат Індіана). Вона завжди була високою, при народженні її зріст становив 63,5 см, а коли їй виповнилося дванадцять років, вона витягнулася до 183 см. Відвідувала середню школу Норт-Маямі-Міддл у місті Денвер (штат Індіана), де грала за місцеві баскетбольну та волейбольну команди, крім того займалася біговими видами легкої атлетики. Ще зі шкільної парти Рут ввела в свій повсякденний побут практику одягати пов'язку на голову під час гри. За час своєї кар'єри Райлі набрала 1372 очки, зробила 1011 підбирань, а також заблокувала 427 кидків суперниць. У своєму випускному класі вона в середньому набирала по 26 очок за гру, а її светр з номером 25 був навічно закріплений за нею і виведений з гри.

## Студентська кар'єра
1997 року вступила до Університету Нотр-Дам, де протягом чотирьох років грала в студентській команді «Нотр-Дам Файтінг Айріш», в якій провела успішну кар'єру під керівництвом свого багаторічного тренера Маффета Макгроу. На першому курсі Райлі зіграла у всіх 32-х іграх команди, у 26-х з яких виходила на майданчик у стартовій п'ятірці, після чого стала основною центровою «Файтінг Айріш». Рут Райлі була головною опорою команди протягом всієї своєї студентської кар'єри і незмінно посідала високі місця серед баскетболісток за відсотком реалізації кидків з гри і за кількістю блокшотів. У 2000 і 2001 роках її включали в 1-шу всеамериканську збірну NCAA, а 2001 року визнали гравчинею року серед студенток за версією Ассошіейтед прес і вручили нагороду імені Джеймса Нейсміта. Крім цього, у тому ж 2001 році її обрали гравчинею року академічної всеамериканської збірної не лише серед баскетболісток, але й серед представників усіх видів студентського спорту за версією Verizon Communications.
Основним моментом студентської кар'єри Райлі є турнір NCAA 2001 року. Наприкінці вирішального матчу всього чемпіонату «Файтінг Айріш» програвали команді «Пердью Бойлермейкерс» лише два очки (64-66), але тут Рут забила трудовий кидок з гри з опором, тим самим зрівнявши цифри на табло. За 5,8 секунди до сирени на екрані, як і раніше, був рівний рахунок, однак за такий короткий проміжок часу Райлі зуміла заробити на собі фол, а потім холоднокровно реалізувати два штрафних кидки. В кінцевому підсумку підопічні Маффет Макгроу у важкій боротьбі переграли переможниць турніру 1999 року і завоювали свій перший і поки що єдиний чемпіонський титул, а центрову «Файтінг Айріш» визнали найкращою гравчинею фіналу чотирьох, набравши в двох іграх 46 очок і зробивши 20 підбирань, з них 28 очок і 13 підбирань (а також 7 блокшотів) у фіналі.
Райлі закінчила університет Нотр-Дам у тому ж 2001 році, отримавши диплом з науковим ступенем у галузі психології, крім цього її кожен семестр включали в так званий список Діна, до якого потрапляли тільки ті студенти, які отримували високі оцінки під час їх перебування в тих чи інших навчальних закладах. За підсумками ж своїх виступів за «Файтінг Айріш» вона набрала 2072 очки, зробила 1007 підбирань і 370 блок-шотів, реалізувавши при цьому 63,2 відсотка кидків з гри.

## Професійна кар'єра

### Кар'єра в жіночій НБА
Після завершення студентської кар'єри Рут Райлі виставила свою кандидатуру на драфт ЖНБА, на якому 20 квітня 2001 року її обрала в першому раунді під загальним п'ятим номером команда «Маямі Сол». У своєму дебютному сезоні в жіночій НБА Райлі перші дванадцять ігор виходила на майданчик з лавки запасних і лише 1 липня, в матчі проти клубу «Лос-Анджелес Спаркс», майбутнього чемпіона асоціації, вона вийшла грати з перших хвилин. Її другий сезон у складі «Сол» виявився набагато складнішим, добре проявивши себе в передсезонних матчах, вона зламала палець за день до початку регулярного чемпіонату, в результаті чого пропустила перші шість ігор сезону, нічого подібного до цього в її кар'єрі не траплялося. Повернувшись до ладу, спочатку грала з шиною на руці, до того ж втративши своє місце в стартовій п'ятірці. Своє друге міжсезоння провела в чемпіонаті Іспанії, де виступала за команду «Ріс Касарес».
Після закінчення сезону 2002 року команда «Маямі Сол» була розформована, оскільки її власники не змогли зібрати достатню кількість грошей, щоб відповідати новим правилам асоціації. 24 квітня 2003 року відбувся черговий драфт ЖНБА, якому вперше передував так званий драфт розподілу розформованих команд, на якому вирішувалася подальша доля гравчинь, які залишилися без клубів, оскільки крім «Маямі Сол» припинив своє існування і «Портленд Файр». Оскільки найгіршою в минулому чемпіонаті стала команда «Детройт Шок», то саме вона і дістала право першого вибору на цьому драфті, який вона використовувала, що роздобути у свої ряди Рут Райлі.
Починаючи з першого сезону в складі нового клубу Райлі перетворилася на одну з ключових гравчинь команди, поліпшивши свою торішню статистику майже за всіма основними показниками. «Детройт» із записного аутсайдера відразу перетворився в одного з фаворитів першості і після найгіршого торішнього результату (9 перемог при 23 поразках) з наскоку виграв регулярний чемпіонат, показавши найкращий результат у своїй історії (25-9). Пробившись у плей-оф лише вдруге в історії клубу, «Шок» дісталися до фіналу жіночої НБА, а у вирішальній серії перемогли дворазових чемпіонок, команду «Лос-Анджелес Спаркс», з рахунком 2-1 і виграли свій перший чемпіонський титул, а Рут визнали найціннішою гравчинею фіналу. Згодом вона відіграла у складі «Детройта» ще три сезони, в 2005 році вболівальників голосуванням на офіційному сайті ліги обрали її в стартову п'ятірку Сходу на матч всіх зірок жіночої НБА, а у 2006 році «Шок» стали дворазовими чемпіонами ЖНБА, перемігши у фіналі у вирішальній п'ятій грі серії команду «Сакраменто Монархс» з рахунком 80-75.
22 лютого 2007 року Рут Райлі була обміняна на Кеті Фінстру-Маттеру в клуб «Сан-Антоніо Сілвер Старз» і право вибору в першому раунді драфту 2008 року, в якому вона провела наступні п'ять сезонів, що запам'яталися для Райлі тільки тим, що в 2008 році «Срібні Зірки» вперше у своїй історії пробилися у фінал ЖНБА, де за всіма статтями, з рахунком 0-3 в серії, програли колишній команді Райлі «Детройт Шок», хоча в регулярному чемпіонаті здобули дві перемоги. 6 лютого 2012 року Рут як необмежено вільна агентка підписала контракт з клубом «Чикаго Скай», а через п'ятнадцять місяців, 23 травня 2013 року, керівництво «Чикаго» вирішило відмовитися від її послуг лише за один день до старту чергового чемпіонату. 18 червня 2013 року, вже в ході регулярного сезону, Рут уклала угоду з командою «Атланта Дрім», у складі якої утворилася тимчасова вакансія після від'їзду Санчо Літтл у табір національної збірної Іспанії, щоб виступити на чемпіонаті Європи у Франції. У складі «Дрім» вона провела лише шістнадцять ігор, постійно виходячи на майданчик з лавки запасних, в яких в цілому провела на паркеті 121 хвилину і набрала 18 очок, що її явно не влаштовувало, тому після закінчення сезону вона оголосила про завершення своєї професійної кар'єри.

### Інші чемпіонати
Під час міжсезоння у жіночій НБА інші ліги, такі як Національна жіноча баскетбольна ліга, навпаки активно діють, що забезпечує їм наплив вільних від спортивної практики гравчинь ЖНБА, деякі з яких не хочуть їхати в далеку Європу, а бажають залишитися на батьківщині. Так вчинила і Рут Райлі, підписавши восени 2003 року контракт з командою «Колорадо Чіл», у якій відіграла три сезони, поки вона не припинила своє існування, причому всі три роки грала у фіналі. 2004 року у вирішальній грі «Чіл» програли клубу «Даллас Ф'юрі» з рахунком 69-73, проте в наступному сезоні відбувся матч-реванш, 1 квітня 2005 року зустрілися ті самі клуби, але цього разу удача була на стороні «Колорадо», гра завершилася з рахунком 77-70 на користь «Чіл». Третій сезон НЖБЛ для Райлі розпочався з невдачі, в ході передсезонної підготовки вона зламала собі великий палець руки і пропустила перші чотирнадцять ігор команди. Вона повернулася в дію тільки 21 березня 2006 року, проте встигла взяти участь в останніх чотирьох матчах сезону, причому у всіх «Чіл» перемогли і виграли регулярний чемпіонат. У плей-оф «Колорадо Чіл» здобули дві перемоги, у півфіналі та фіналі, і другий рік поспіль виграли чемпіонський титул, а Рут була визнана найціннішою гравчинею плей-оф.
Крім НЖБЛ Рут Райлі також встигла пограти і в деяких європейських чемпіонатах. У сезоні 2006/2007 років вона виступала в чемпіонаті Польщі за клуб «Лотос Гдиня», в якому свого часу грали такі зірки ЖНБА, як Марго Дидек і Кеті Сміт. Наступного міжсезоння Райлі перебралася в Латвію, де захищала кольори команди «ТТТ Рига», а сезон 2008/2009 років провела в Іспанії, де виступала за клуб «Рівас Екополіс». У січні 2010 року власники грецького клубу «Соні Афінаїкос» оголосили, що Райлі частину сезону 2009/2010 років проведе на Балканах, змінивши в його складі Латойю Девіс, яка зламала зап'ястя, а в квітні вона допомогла своїй новій команді виграти свій перший в історії Кубок Європи ФІБА.

## Кар'єра в збірній США
Ще під час студентської кар'єри Рут Райлі стали запрошувати на збори національної збірної США, а першим великим турніром у її послужному списку стала літня Універсіада 1999 року, яка проходила в іспанській Пальма-де-Майорці, на якій зорянострічкаті завоювали лише срібні медалі, поступившись у фіналі господаркам першості. У 2002 році Райлі взяла участь у підготовці збірної США до домашнього чемпіонату світу в Індіанаполісі, проте не потрапила в остаточну заявку команди. 2004 року все-таки змогла потрапити до складу збірної для участі в літніх Олімпійських іграх в Афінах, на яких американки виявилися поза конкуренцією, вигравши всі вісім матчів турніру і здобувши заслужену золоту медаль, а Райлі зіграла у семи з них, не взявши участі лише в півфінальному матчі проти збірної Росії.